# Storia di Marcella che fu Marcello
Storia di Marcella che fu Marcello, è la prima biografia scritta dalla giornalista romana Bianca Berlinguer, uscita nell'ottobre 2019 della casa editrice La nave di Teseo.
Il libro è arrivato finalista alla IX edizione del Premio Caccuri 2020.

## Trama
Il libro è un lungo racconto della vita di Marcella Di Folco, attivista LGBT+ politica ed attrice caratterista nel cinema italiano degli anni Sessanta e Settanta prima della sua transizione, che ella stessa ha affidato all'amica giornalista prima di morire nel settembre del 2010.

## Edizioni
- Bianca Berlinguer, Storia di Marcella che fu Marcello, La nave di Teseo, ottobre 2019, ISBN 9788893950022.